# Heike Boomgaarden
Heike Boomgaarden (* 8. Dezember 1962 in Wiesbaden) ist eine deutsche Gartenbauingenieurin und Sachbuch-Autorin mit dem Schwerpunktthema Gartenbau. Im Fernsehen tritt sie als Expertin in Sendungen des SWR auf.

## Ausbildung und berufliche Arbeit
Heike Boomgaarden wuchs in Bad Soden auf. Die Schule schloss sie mit dem Abitur ab. Ihre erste Ausbildung erhielt sie in der Entwicklungsabteilung der Hoechst AG, wurde Obstbäuerin und arbeitete zwei Jahre lang in diesem Beruf, teilweise im Ausland. An der Hochschule Geisenheim schrieb sie sich 1985 im Studiengang Gartenbau ein. Sie schloss das Studium als Diplom-Gartenbauingenieurin (FH) ab und gründete ein Ingenieurbüro,
Von ihrem Ingenieurbüro aus bearbeitet sie vorzugsweise ökologisch und sozial orientierte Projekte. Eines dieser Projekte dient der Ausbildung von Kenianerinnen zu Expertinnen für Permakultur, die befähigt werden sollen, ihre Kommunen autark zu ernähren und als Multiplikatorinnen ihr Wissen weiterzugeben. Ein weiteres Projekt sollte in Andernach öffentliche Flächen nach der Idee der Essbaren Stadt für den Anbau von Lebensmitteln nutzbar machen.
Heike Boomgaarden tritt regelmäßig als Expertin in Sendungen des Südwestrundfunks, SWR, auf. Die Live-Sendungen im Fernsehen mit Heike Boomgaarden sind ARD-Buffet, Kaffee oder Tee, Landesschau Rheinland-Pfalz; außerdem moderierte sie die Gartensendung grünzeug. Radiosendungen mit ihr werden im SWR 4 übertragen.
Heike Boomgaarden ist verheiratet mit Werner Ollig, mit dem sie bei einigen ihrer Bücher zusammenarbeitete; sie hat drei Kinder.

## Mitgliedschaften und Ehrungen
- Deutsche Gartenbau-Gesellschaft 1822, DGG, Vizepräsidentin
- Pflanzenbotschafterin der DGG[8]
- Verdienstorden des Landes Rheinland-Pfalz, 2018[9]

## Schriften
- Giftpflanzen in Haus und Garten. 150 giftige Garten- und Zimmerpflanzen – Merkmale, Doppelgänger, Notfallhilfe. Kosmos, Stuttgart 2010, ISBN 978-3-440-12262-4
- Mit Bärbel Oftring und Werner Ollig: Natur sucht Garten. 35 Ideen für nachhaltiges Gärtnern. Ulmer Stuttgart 2011, ISBN 978-3-8001-7499-7 (weitere Auflagen bis 2022 unter dem Titel Naturgarten für Anfänger und Naturgarten ganz einfach; tschechische und ungarische Übersetzung 2012)
- Mit Bärbel Oftring: Natürlich Heike. So lebe ich mein Gartenjahr. Ulmer, Stuttgart 2012, ISBN 978-3-8001-7745-5
- Essbare Stadt Andernach. Ulmer, Stuttgart 2016, ISBN 978-3-8001-3383-3
- Mit Christian Kotremba und Werner Ollig: Natürlich, natürlich! – prima Klima für Stadt, Haus und Garten. Knecht, Landau in der Pfalz 2021, ISBN 978-3-939427-58-2
- Mit Werner Ollig: Der klimafreundliche Garten: so geht's! ein Praxishandbuch. Quelle & Meyer, Wiebelsheim 2023, ISBN 978-3-494-01944-4